# Diocesi di Codaca
La diocesi di Codaca (in latino Dioecesis Codacena) è una sede soppressa del patriarcato di Antiochia e una sede titolare della Chiesa cattolica.

## Storia
Codaca è un'antica sede episcopale della provincia romana di Isauria nella diocesi civile d'Oriente. Faceva parte del patriarcato di Antiochia ed era suffraganea dell'arcidiocesi di Seleucia.
La diocesi non è menzionata nell'unica Notitia Episcopatuum nota del patriarcato antiocheno e datata alla seconda metà del VI secolo. Per un certo periodo, dopo l'occupazione araba di Antiochia, l'Isauria fu annessa al patriarcato di Costantinopoli. La diocesi di Codaca appare nelle Notitiae Episcopatuum di questo patriarcato nel IX, nel X e nel XIII secolo.
La sede non è menzionata nell'opera Oriens Christianus di Michel Le Quien. Nessun vescovo di questa diocesi è stato trasmesso dalle fonti conciliari, epigrafiche o archeologiche.
Dal 1933 Codaca è annoverata tra le sedi vescovili titolari della Chiesa cattolica; la sede finora non è mai stata assegnata.